# 曼努埃尔·洛萨达·比利亚桑特
曼努埃尔·洛萨达·比利亚桑特（1929年12月20日—），是西班牙生物化学家和药学家。他的研究方向主要集中在光合作用和生物化学能量转换系统方面。

## 荣誉
以下列出他获得的部分奖项和荣誉：
- 沙拉哥薩大學荣誉教授（2009年）[4]
- 科尔多瓦大学荣誉教授（2008年）[5]
- 塞维利亚大学奖章（2006年）
- 纳瓦拉公立大学荣誉教授（1997年）
- 韦尔瓦大学荣誉教授（2002年）
- 阿斯图里亚斯亲王奖（1995年）[6]
- 西班牙皇家科学院院士（1966年）[7]